# Canal de Bashi
Le canal de Bashi (Chinois simplifié: 巴士海峡; chinois traditionnel: 巴士海峽; pinyin: Bāshì hǎixiá) est une voie navigable située entre l'île Mavulis, appartenant aux Philippines, et l'île aux Orchidées de Taiwan. Il fait partie du détroit de Luçon , dans l'Océan Pacifique et se caractérise par des tempêtes lors de la saison des pluies, de juin à décembre.
Le canal de Bashi est un passage important pour les opérations militaires, entre autres pour la stratégie des chaînes d'îles. Taïwan et les Philippines ont un différend concernant la souveraineté des eaux, parce que les deux parties affirment que cette zone se trouve à moins de 200 milles marins de leurs côtes. Le canal s'avère également primordial pour les réseaux de communication puisque de nombreux câbles sous-marins transportent données numériques et téléphoniques entre les pays d'Asie, faisant de lui l'un des principaux point de défaillance potentiel d'Internet. En décembre 2006, un tremblement de terre marin d'une magnitude de 6,7 a endommagé plusieurs câbles sous-marins provoquant un engorgement important des réseaux de données communication qui a duré plusieurs semaines,.